# Битка код Мионеса
Битка код Мионеса вођена је 190. године п. н. е. између флоте Селеукидског краљевства са једне и флоте Римске републике са друге стране. Део је Сирског рата, а завршена је римском победом.

## Битка
Сједињена римско-родоска флота од 80 бродова под командом претора Луција Емилија Регила имала је задатак да из Егејског мора протера сиријску флоту од 89 бродова под командом Поликсенида и тако обезбеди прелазак римске војске преко Хелеспонта у Малу Азију. Када је римско-родоска флота на маршу од Самоса упловила у залив између Мионеса и Теоса, Поликсенида ју је блокирао у заливу. Регил је испловио и одмах напао сиријску флоту. Пробивши сиријски борбени поредак у центру, одсекао је бродове левог крила и потом их делом потопио, а делом заробио. Остатак сиријске флоте повукао се у Ефес и више није покушавао да оспорава римску превласт у Егејском мору. Сиријци су изгубили 13, а Римљани само 2 брода.